# 陳東升 (1960年)

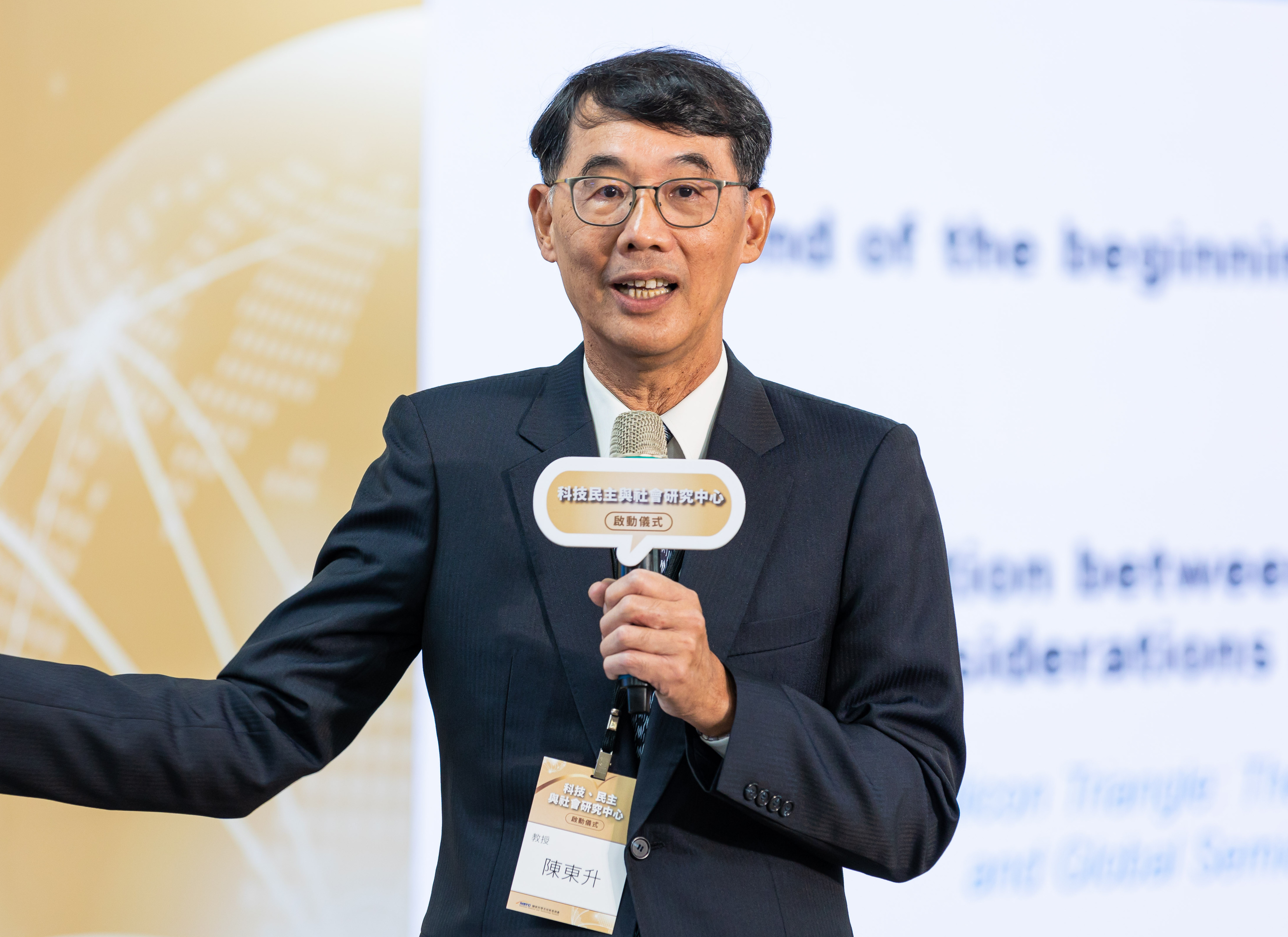
陳東升出席國科會「科技、民主與社會研究中心」成立記者會

陳東升（1960年—），臺灣社會學學者，臺中沙鹿人。現任國立臺灣大學社會學系特聘教授、民主進步黨智庫新境界文教基金會執行長、國家科學及技術委員會智庫「科技、民主與社會研究中心」召集人。畢業於國立臺灣大學醫學院公共衛生學系學士，美國明尼蘇達大學社會學博士。曾任台灣社會學會理事長、學術期刊《台灣社會學》主編。

## 家庭
其祖父陳五常為沙鹿區公所編撰的「當今時人」，收錄有其生平事蹟。沙鹿玉皇殿等廟宇都也留有不少陳五常的書法題詞。
二哥陳培哲，中央研究院院士，國立臺灣大學醫學系特聘教授，為臺灣肝病學權威。
三哥陳炳煇，國立臺灣大學機械學系特聘教授，曾任科技部貴重儀器中心主任。沙鹿國小第一屆傑出校友。

## 經歷
- 科技部人文司人文創新與社會實踐計劃辦公室主持人
- 中央研究院社會學研究所諮議委員
- 台灣社會學會理事長
- 《台灣社會學》主編
- 教育部顧問室顧問
- 行政院國家科學委員會人文及社會科學發展處處長